# Pensionado's
 Pensionado’s   is een roman van het schrijversduo met de naam Liza van Sambeek.  Ze beschrijven het jaar waarin drie oude jeugdvrienden  van de medische faculteit hun pensioengerechtigde leeftijd halen en aan  die veranderingen hun eigen invulling geven. De vijf hoofdrolspelers  vertellen om beurten de elf  hoofdstukken, waarbij Vera drie keer aan de beurt komt en belast is met het eerste en laatste hoofdstuk.

## Verhaal
De vijf  hoofdpersonen zijn:
- Rob. Na een hartinfarct is hij onlangs 65 geworden en gepensioneerd als internist. Bijnaam Kwik, vanwege zijn scherpe geest.
- Wouter. Studievriend van Rob. Onlangs gepensioneerd  huisarts. Hij is twee jaar geleden zijn vrouw Caroline verloren. Vrijwel onmiddellijk daarna ging hij samenwonen met de coördinatrice van zijn gezondheidscentrum Fleur, die pas 43 jaar is. Zijn zoon en dochter zijn sindsdien gebrouilleerd met hem. Bijnaam Kwek, vanwege zijn vlotte babbel.
- Boudewijn. Studievriend van Rob en Wouter met de bijnaam Kwak. Die heeft hij verdiend vanwege zijn vele losse seksuele contacten, zowel tijdens zijn huwelijk met Judith als na zijn echtscheiding. Hij heeft zijn medische studie niet afgemaakt omdat hij plotseling het bedrijf van zijn vader moest overnemen. Hij heeft zich ontwikkeld tot een rijk en reislustig zakenman.
- Vera. Al meer dan 45 jaar getrouwd met Rob, met wie ze 4 kinderen heeft grootgebracht.
- Fleur. Twee keer gescheiden en heeft aan haar huwelijken een zoon van dertien  en een dochter van negentien  overgehouden. Ze woont nu samen met de 22 jaar oudere Wouter.

## Samenvatting
Het boek begint met het relaas van Vera die klaagt over de abrupte thuiskomst  van haar man Rob, die alles beter weet. Haar krant is zijn krant geworden en er zijn meer van dit soort ergernissen.  Hun verblijf   in haar zomerhuis aan de Catalaanse kust in Sa Riera lijkt een welkome afwisseling te gaan  geven. Dit temeer omdat de vrienden van haar man ook komen, Boudewijn en Wouter. Laatstgenoemde neemt zijn nieuwe vriendin Fleur mee.
Maar in Spanje blijkt dat de drie boezemvrienden van weleer anders tegen de laatste periode van hun leven aankijken. Rob voelt zich uitgeschakeld onder de terreur van de verplichte bètablokker na zijn hartinfarct, die zijn potentie lamlegt. Wouter beseft dat het leeftijdsverschil met Fleur spoedig te groot zal blijken te zijn en hij mist bovendien zijn kinderen en kleinkinderen. Boudewijn is als enige nog vol goede moed en in een goede conditie. De laatste jaren heeft hij zich tot zijn opluchting verzoend met zijn enige erfgenaam en zoon, die net zo geslaagd zakenman als hijzelf is geworden. Maar in zijn vriendenkring slaat de dood ook al onbarmhartig toe. Vera zit vol met onvrede over haar Rob, die thuis de lakens wil uitdelen en heeft zorgen om haar overspelige zoon en alleenstaande dochter met kinderwens. Fleur ten slotte beseft met haar komst naar het vakantiehuis dat ze in een bejaardenclub is terechtgekomen, waar ze onvoldoende binding mee heeft.
De veranderde omgeving en de vele alcohol geeft de vriendengroep de gelegenheid elkaar keihard de waarheid te zeggen, waar echter niemand iets mee op lijkt te schieten. Terug in Nederland gaan Wouter en Fleur snel uit elkaar, hetgeen voor beiden grote financiële problemen oplevert. Wouter verzoent zich wel met zijn kinderen. Rob en Vera gaan in therapie maar blijven elkaar beoorlogen. Alleen Boudewijn is ondanks het plotseling overlijden van zijn vriend en buurman Henk erg tevreden met zijn hervonden zoon. Daar waar de internist en huisarts geldzorgen hebben, heeft Boudewijn geld in overvloed. Aan het eind van het verhaal  vraagt hij zijn vrienden Kwik en Kwek met hem op zijn kosten een tijdje de wereld in te trekken als jongens onder elkaar. Vera geeft haar zegen.